# Щербакова, Нина Викторовна
Нина Викторовна Щербакова (род. 5 августа 1944, Москва, СССР) — советский и российский юрист, специалист по социологии права. Доктор юридических наук (1993). Профессор и заведующая филиалом кафедры ЮНЕСКО по правам человека и демократии МГИМО при Ярославском государственном университете; член общественной организации РАЕН.

## Работы
Нина Щербакова является автором и соавтором более 150 научных публикаций, включая несколько монографии; она специализируется, в основном, на проведении комплексных исследований правовой установки личности с применением методов машинного обучения:
- «Правовая установка и социальная активность личности» (М., 1986).
- «Социально-психологические установки правомерного поведения личности» (Ярославль, 1984).
- «Проблемы правовой установки личности» (Ярославль, 1992).
- «Местное самоуправление в России: теория и практика» (Ярославль, 1996) (в соавторстве с Е. С. Егоровой).
- «Конфликты: политико-правовые аспекты» (Ярославль, 2001) (редактор).